# Port lotniczy Canefield
Port lotniczy Canefield – jeden z dominickich portów lotniczych, zlokalizowany w stolicy kraju -Roseau.

## Linie lotnicze i połączenia
- LIAT, obsługiwane przez Carib Aviation (Antigua/Gwadelupa, Saint Lucia)